# Arbanitis beaury
Arbanitis beaury is een spinnensoort in de taxonomische indeling van de valdeurspinnen (Idiopidae).
Het dier behoort tot het geslacht Arbanitis. De wetenschappelijke naam van de soort werd voor het eerst geldig gepubliceerd in 2006 door Raven & G. Wishart.